# El triunfo de la Fundación
El triunfo de la Fundación es la tercera novela de la Segunda Trilogía de la Fundación, publicada en 1999. Fue escrita por el escritor de ciencia ficción norteamericano David Brin por encargo de los representantes literarios de Isaac Asimov, autor de la mítica Saga de la Fundación. Trata de la última aventura de un anciano y agotado Hari Seldon en pos de encontrarle sentido a su Plan basado en la ciencia de la psicohistoria, y a descubrir los últimos factores que han influido sobre el devenir de la humanidad en los últimos 25.000 años para así poder integrarlos en sus ecuaciones.

## Estilo
David Brin conoce bien la temática de las fundaciones asimovianas y desarrolla un estilo literario bastante parecido al de Asimov, aunque difiere del de éste por el uso continuo de la técnica de la introspección, diálogos consigo mismo de los personajes, lo que enriquece su subjetividad.

## Ambientación histórica
La novela está ambientada al final de la vida de Hari Seldon, tras el juicio orquestado por la Comisión de Seguridad Pública que gobierna el Imperio Galáctico. Las dos creaciones científico-políticas de Hari Seldon, la Primera y la Segunda Fundación, están en marcha y Seldon ha iniciado un retiro obligado lejos de toda actividad pública. 
Tentado, manipulado y finalmente secuestrado por diversas facciones, tanto humanas como robóticas, Seldon emprende un largo periplo por la Galaxia que lo llevará desde Trántor a la misma Tierra. En el camino su presencia es aprovechada por esas facciones, las que intentarán validar sus planes a costa de su autoridad y prestigio.

## Principales personajes
Los personajes principales de la novela son los siguientes:
- Hari Seldon: el creador de la psicohistoria y protagonista de la novela, el cual trata de explicar el gran misterio del "caos", es decir, los recurrentes estallidos de creatividad (los "renacimientos") que afectan en forma intermitente a algunos mundos de la galaxia y que terminan en una gran debacle social y económica.
- R. Daneel Olivaw: Es un personaje mítico de la ciencia ficción, denominado como el "Servidor Inmortal". Daneel Olivaw es el robot humaniforme por esencia. Poseedor de potentes poderes psíquicos ha guiado el desarrollo de la especie humana en pos de su bienestar, apoyándose en la famosa Ley Cero de la Robótica: un robot debe salvaguardar el bienestar de la humanidad, cancelando en ocasiones las otras Tres Leyes.
- Dors Venabili: Robot humaniforme creada para proteger a Hari Seldon y sentir como humana. En esta novela Dors rompe con Daneel y se alía al otro robot protagonista, Lodovik Trema. Dors comprende la necesidad del diálogo entre humanos y robots, especialmente en lo referente a las decisiones que se deban adoptar en beneficio de la humanidad. Dors es dominada por el llamado estado de "fijación", fenómeno psicológico que lleva a ciertos robots a organizar todo su funcionamiento y finalidad en beneficio de un ser humano determinado -tal como la antigua fijación de Daneel con Elijah Baley. La fijación de Dors con Hari Seldon la lleva a seguirle, en compañía de Lodovik Trema, los pasos por toda la Galaxia en su deseo de unirse a él antes de su cercana muerte.
- Lodovik Trema: robot humaniforme que no está sujeto a ninguna ley robótica, es libre y no obedece a Daneel. Incluso los mismos robots vacilan frente a él y no saben en que categoría encasillarlo, tendiendo a tratarlo como humano.
- Wanda Seldon: la nieta de Hari y comprometida a fondo en el desarrollo de la Segunda Fundación. Preocupada de su abuelo, lo busca por la Galaxia, sin olvidar nunca a sus desaparecidos parientes: su madre Manella y su hermana Bellis.
- Horis Antic: astuto burócrata que acompaña a Seldon en el viaje. Bajo la apariencia de un humilde científico interesado genuinamente en la verdad del pasado de la humanidad, se esconde también un agente de la burocracia trantoriana interesado más bien en los beneficios de la psicohistoria para su clase social (los "Grises").
- Kers Kantun: robot humaniforme encargado de servir a Hari Seldon en sus últimos años por encargo de Daneel. Kantun manipula a Seldon y lo conduce en la dirección que Daneel desea.
- Biron Maserd: noble miembro de la dinastía Hinriad, descendiente de Biron Farrill, protagonista central de la novela En la arena estelar. Representa a la cultura tradicional y originaria de la humanidad. Su misión es la observación activa. Es partidario de la colaboración humano-robótica en un pie de igualdad. Está dominado por una gran sed de conocimiento y por esta razón se lanza, al parecer, al futuro distante aprovechando una discontinuidad en el espacio-tiempo que existe en la Tierra.
- Mors Planch: capitán pirata partidario a ultranza de los "renacimientos" caóticos. Inmune a la enfermedad del caos y resistente a los poderes mentálicos este personaje representa la esperanza que tiene la humanidad en una gradual cura contra el mal. Escapa al futuro aprovechando la discontinuidad temporal existente en la Tierra.
- R. Gornon Vlim: robot opositor a Daneel. Es partidario de una curiosa Ley Menos Uno consistente en ampliar la protección de los robots a todas las inteligencias no humanas de la Galaxia, descubiertas y por descubrir. Secuestra a Hari Seldon y planea enviarlo al futuro con objeto de que evalúe los resultados de sus Fundaciones y sea el humano que dirima en última instancia las dudas y disputas de los robots.
- Sybyl: acérrima partidaria del renacimiento caótico del planeta Ktlina, planea junto a Mors Planch derrotar al Imperio Galáctico y extender su renacimiento a los otros mundos de la galaxia. Termina devorada por la enfermedad del caos, en un estado solipsista total.
- Jeni Cuicet: joven que escapa a su destino en Términus. Brin hace justicia mediante este personaje al gran drama que se supone significó el exilio para los miembros de la Fundación Enciclopedia Galáctica, drama enunciado superficialmente por Asimov.
- Zorma y Cloudia: una robot humaniforme y una humana cyborg, respectivamente. Están al servicio de la dinastía Hinriad y plantean un nuevo camino para la humanidad y los robots: la colaboración.
- Juana de Arco y Voltaire: las dos inteligencias artificiales de software, análogo a los virus y que acompañan a Dors y a Lodovik Trema en su viaje por la Galaxia. Muy activos a la hora de penetrar sistemas computacionales.

## Los temas argumentales
La novela desarrolla los siguientes temas argumentales:
1. Las graves interrogantes que Seldon se plantea acerca del sentido de sus dos Fundaciones. ¿Será conveniente para la humanidad que una élite aristocrática de humanos con poderes mentales -la Segunda Fundación- la gobierne? ¿Será que la Segunda Fundación, la psicohistoria y el Segundo Imperio de la Primera Fundación no son más que un paso que debe dar lugar a otro más importante?.
2. Los mundos caóticos, describiendo sus características generales. Estallidos de creatividad, desconocimiento de las convenciones socialmente aceptadas, rompimiento del sistema de clases sociales que son la base del Imperio Galáctico, cuestionamiento de todo el orden moral, para luego caer en disturbios y una debacle económica que postra al mundo afectado en un largo período de decadencia. Incluso los participantes activos del renacentismo caótico suelen caer en estados de solipsismo, análogos a una verdadera enfermedad mental. Seldon será raptado por agentes del planeta Ktlina, un nuevo mundo caótico, encabezados por Sybyl.
3. El libre albedrío de la humanidad. Horrorizada, Dors Venabili, por persuasión de Lodovik Trema, constata que su mentor, Olivaw, jamás consultó con humano alguno acerca de las fuertes decisiones que tomó en relación con el destino de la Tierra, la humanidad y la evolución de la sociedad galáctica. Por esta razón tomará distancia de él.
4. El plan Gaia-Galaxia de Daneel Olivaw. La novela expone el grandioso plan de Daneel destinado a salvar a la humanidad de los estallidos de caos y por aquellas razones que Asimov explicaba en las últimas páginas de Fundación y Tierra, vale decir, la necesidad de unir a la humanidad frente a una posible intromisión de entidades alienígenas, tanto galácticas como extragalácticas. Tal plan tiene como semilla la creación de una superunidad planetaria llamada Gaia, basada en la íntima unión de las mentes humanas en comunión con todas las demás sensibilidades inferiores, de modo que la singularidad individual se combine con la colectiva.
5. El tema del estancamiento del progreso humano en la Galaxia. La novela explica otra de las grandes interrogantes planteadas por el Imperio asimoviano: ¿cómo puede ser que una civilización galáctica se mantenga estática en lo social, económico y tecnológico durante miles y miles de años, estancamiento solo roto por los ocasionales estallidos de caos protagonizados por los mundos renacentistas? ¿Por qué los robots, por ejemplo, no fueron reinventados una y otra vez en los millones de mundos que formaban el Imperio Galáctico? La respuesta solo podía estar en la línea marcada por Asimov: cada mundo de la Vía Láctea fue manipulado mentálicamente por máquinas positrónicas establecidas en órbita y hábilmente camufladas. Tales aparatos, dependientes de Daneel, llamados "emisores gikardianos", operaron eficientemente durante 20.000 años moldeando cada sociedad planetaria mediante un pulso constante de estimulación de las tendencias a la paz, la tolerancia social, la serenidad y el conformismo.
6. Las relaciones de la obra con los ciclos asimovianos anteriores. La novela hace permanentes referencias a episodios pertenecientes a los anteriores ciclos que forman este universo literario, vale decir, el Ciclo de los Robots y el Tríptico del Imperio. Usa dichos episodios como fundamento de nuevas situaciones y planteamientos. Un ejemplo de esto es la relación que hay entre los personajes de la novela En la arena estelar de Asimov con los personajes de Brin pertenecientes a una excepcional organización humano-robótica de resistencia a Daneel y cuya base es el planeta Rhodia. Este mundo ha conservado las viejas tradiciones democráticas occidentales originadas en la Constitución norteamericana. Los rhodianos, gobernados hábilmente por la familia Hinriad, se han rehusado tenazmente a ser absorbidos por la amnesia histórica inducida por Daneel; al contrario, han logrado la proeza de neutralizar al robot. Daneel se ve obligado a pactar con los Hinriad y permitirles ser testigos del desarrollo humano en la Galaxia. Más aún, los Hinriad proponen una nueva fórmula de relación entre la especie humana y los robots: la simbiosis colaborativa.
7. La excesiva influencia de la burocracia. La novela critica la enorme influencia de las burocracias estatales y las identifica como un importante factor en la decadencia de las sociedades complejas, en este caso, Trántor y el Imperio Galáctico. La influencia de la burocracia, encarnada en el personaje de Horis Antic, solo tendrá su fin con el Gran Saqueo de Trántor, episodio que ocurrirá unos 3 siglos después de la muerte de Seldon y anunciado fatuamente por las ecuaciones de la psicohistoria.
8. La contradicción entre la posible existencia de "Galaxia" y el Segundo Imperio de la Fundación de Términus. Brin debe hacerse cargo de una las más grandes contradicciones planteadas en el universo de las Fundaciones: la existencia de Gaia-Galaxia por un lado, fruto de la especulación final de Asimov, y la existencia de la Enciclopedia Galáctica publicada en el contexto del Segundo Imperio creado por la Fundación mil años después de la muerte de Seldon. La prevalencia de la supermente Galaxia anularía -según Daneel- la necesidad de la otra. Pero la existencia de la Enciclopedia es un parámetro imposible de obviar, pues está claramente enunciado en la primera página de la Saga y es usado como recurso literario una y otra vez en los diversos libros que la componen. La única solución posible sería la coexistencia, absorción o transacción entre ambas entidades.